# Fiscus Judaicus
Fiscus Judaicus или Еврейския данък е наложен на евреите в Римската империя след разрушаването на Втория храм в Йерусалим през 70 г. в полза на Храма (почитането) на Юпитер Капитолийски в Рим.